# Margarete Hofmann (Politikerin)
Margarete Hofmann oder Grete Hofmann (geboren 16. Juli 1906 in Hannover; gestorben 2. April 1998 ebenda) war eine deutsche Sozialpolitikerin (SPD).

## Leben

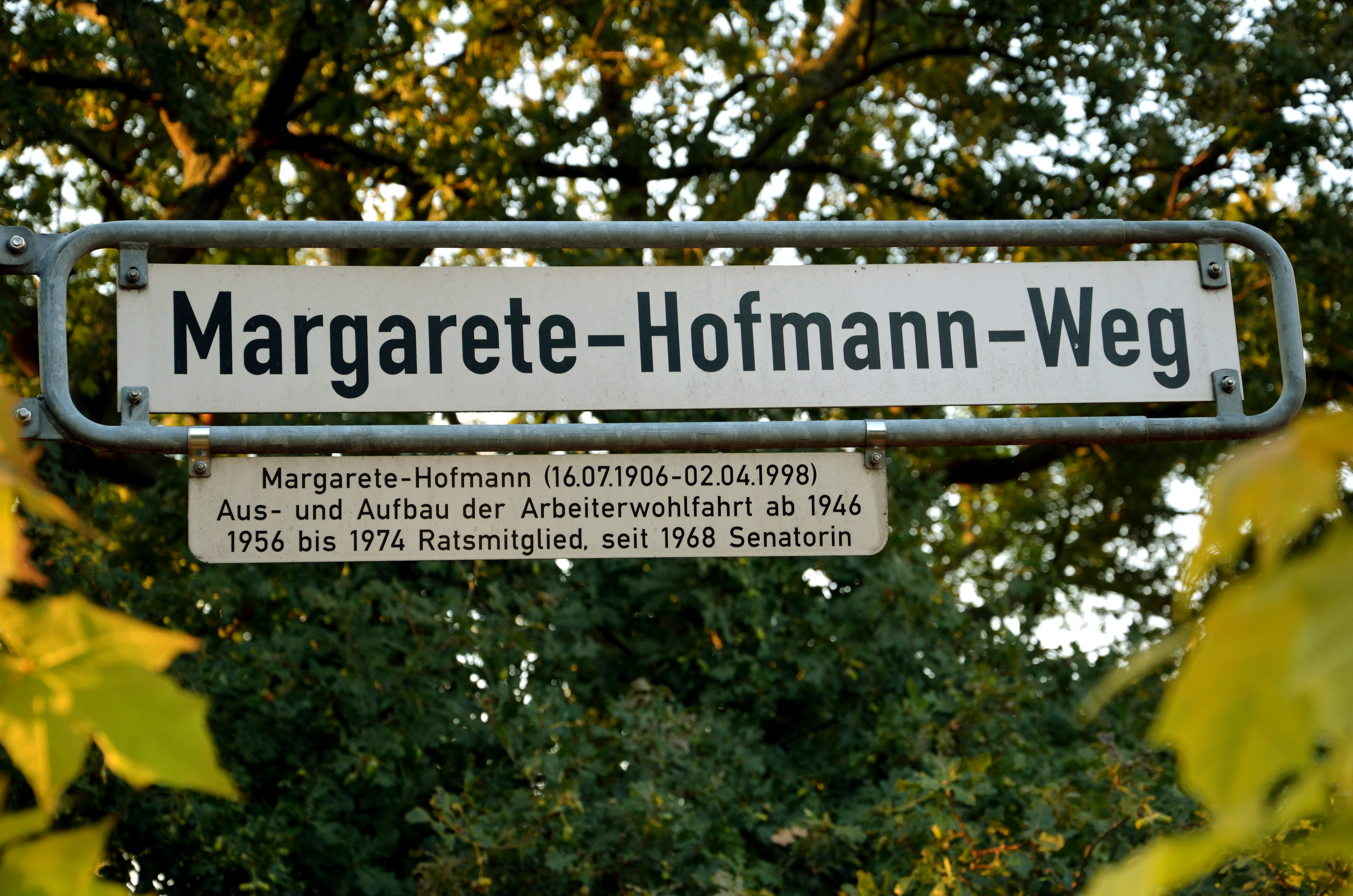
Straßenschild am Margarete-Hofmann-Weg im hannoverschen Stadtteil Hannover-Vahrenheide, mit Legendentafel zur Arbeit der Senatorin Grete Hofmann

Geboren zur Zeit des Kaiserreichs Deutschland, durchlief Margarete Hofmann eine Lehre als Schneidermeisterin. Sie heiratete Karl Hofmann, der während der Zeit des Nationalsozialismus als Widerstandskämpfer mit Otto Brenner und Albin Karl unter Lebensgefahr gegen das NS-Regime agierte. Sie war wie ihr Mann Mitglied des Internationalen Sozialistischen Kampfbundes, beteiligte sich an Flugblatt- und Plakatierungsaktionen und besuchte inhaftierte Genossen im Gefängnis. Hofmann und ihre Schneiderwerkstatt waren in den Jahren der Nazidiktatur eine wichtige Anlaufadresse und Kontaktstelle für den Widerstand in Hannover.
Nach dem Ende des Zweiten Weltkriegs war Margarete Hofmann im Jahr 1946 noch unter Britischen Besatzung eine der Mitbegründerinnen der Arbeiterwohlfahrt (AWO) in Hannover. Obwohl damals häufig Männer die Führungs-Positionen in der AWO besetzten, „so waren es doch die Frauen, die die Arbeiterwohlfahrt stützten, formten und ihr ihre Einmaligkeit für die damalige Zeit verliehen.“ So wirkte Grete Hofmann hier ebenso wie Emmy Lanzke, Minna Lubitz, Helene Simons, Martha Korell und Martha Wissmann.
Im Jahr 1956 wurde Margarete Hofmann als Mitglied der SPD in den Rat der Stadt gewählt, wo sie von 1961 bis 1974 als Vorsitzende des Sozialausschusses wirkte. 1968 wurde sie zur Senatorin gewählt.
In den Jahren 1957 bis 1959 war Grete Hofmann Vorsitzende des AWO-Bezirksverbandes Hannover, von 1959 bis 1980 dann Vorsitzende des AWO-Kreisverbandes Hannover-Stadt.
Bis in hohe Alter engagierte sich Margarete Hofmann, die im hannoverschen Stadtteil Vahrenheide erst im Jenaer Weg, dann in der Weimarer Allee wohnte, für die Schaffung einer Vielzahl von Kindergärten, Einrichtungen für ältere Bürger und Betreuungsstellen für ausländische Arbeitnehmer.

## Ehrungen
- 1968: Ehrenring des Rates der Stadt Hannover
- 1971: Großer Niedersächsischen Verdienstorden[1]

## Würdigungen
- 2001: Straßenbenennung: Margarete-Hofmann-Weg im Stadtteil Vahrenheide[8]